# James Richard Cross
James Richard Cross CMG (* 29. September 1921 in Nenagh, Irland; † 6. Januar 2021 in Seaford, East Sussex) war ein britischer Diplomat. Im Oktober 1970 wurde er in der kanadischen Stadt Montreal während der Oktoberkrise von Terroristen der Front de libération du Québec (FLQ) entführt.
Während des Zweiten Weltkriegs diente Cross in der britischen Armee und war an der Befreiung Frankreichs beteiligt. Nach Kriegsende trat er in den diplomatischen Dienst ein und war als Handelskommissar in Indien, Halifax, Winnipeg und Kuala Lumpur tätig. 1968 wurde er zum Leiter der Handelsdelegation in Montreal ernannt.
Am 5. Oktober 1970 wurde Cross in seinem Haus auf dem Mont Royal von Mitgliedern der Libération-Zelle der FLQ entführt und zwei Monate lang als Geisel gefangen gehalten. Die FLQ versuchte, von der Provinzregierung die Erfüllung verschiedener Forderungen zu erpressen. Die Polizei fand am 17. Oktober eine zweite Geisel, Vizepremier Pierre Laporte, ermordet auf. Cross wurde am 3. Dezember freigelassen, im Austausch für freies Geleit der Terroristen nach Kuba. Sechs Mitglieder der Zelle wurden später wegen Freiheitsberaubung angeklagt, als sie im Verlauf der nächsten Jahre nach Kanada zurückkehrten.
Cross arbeitete bis zu seiner Pensionierung weiter für die britische Regierung, in verschiedenen Abteilungen des Handels- und Industrieministeriums und des Energieministeriums. 1971 erhielt er den Order of St. Michael and St. George.
Er starb am 6. Januar 2021 in seinem Haus in Seaford im Alter von 99 Jahren an einer COVID-19-Erkrankung.